# 許皓傑
許皓傑（1996年11月10日—） ，為台灣棒球選手，曾效力於中華職棒中信兄弟，守備位置為外野手。於2014年季中選秀中被中信兄弟以第三輪第四十六順位選進。

## 經歷
- 臺東縣大鳥國小少棒隊
- 臺東縣東大附中青少棒隊
- 屏東縣私立美和高級中學青棒隊
- 中華職棒中信兄弟（2015年8月28日-2018年12月）

## 職棒生涯成績
| 年度 | 球隊     | 出賽 | 打數 | 安打 | 全壘打 | 打點 | 盜壘 | 四死 | 三振 | 壘打數 | 雙殺打 | 打擊率 | 上壘率 | 長打率 | OPS |
| ---- | -------- | ---- | ---- | ---- | ------ | ---- | ---- | ---- | ---- | ------ | ------ | ------ | ------ | ------ | --- |
| 2018 | 中信兄弟 | －   | －   | －   | －     | －   | －   | －   | －   | －     | －     | －     | －     | －     | －  |
| 合計 | 年       | －   | －   | －   | －     | －   | －   | －   | －   | －     | －     | －     | －     | －     | －  |